# BRIT Awards/Classical Recording
Der BRIT Award for Classical Recording wurde erstmals bei den BPI Awards 1982 von der British Phonographic Industry (BPI) verliehen. Es handelte sich um einen Preis, der an Künstler klassischer Musik aus dem Vereinigten Königreich vergeben wurde. Zu Beginn wurde der Musiker selbst nominiert, ab 1985 das Werk. Der Preis blieb bis 1993 Bestandteil der BRIT Awards.
Die Gewinner und Nominierten werden von einem Komitee bestehend aus über eintausend Mitgliedern gewählt. Das Wahlkomitee besteht aus verschiedenen Mitarbeitern von Plattenfirmen und Musikzeitschriften, Manager und Agenten, Angehörigen der Medien sowie vergangene Gewinner und Nominierte.
Am häufigsten gewannen Simon Rattle und Nigel Kennedy, die den Award je zweimal gewinnen konnten. Simon Rattle wurde insgesamt sechs Mal nominiert, Kennedy vier Mal.

## Übersicht
| Jahr | Gewinner                                                      | Nominierungen |
| ---- | ------------------------------------------------------------- | --- |
| 1982 | Simon Rattle                                                  | - James Levine - Vernon Handley |
| 1983 | John Williams                                                 | - Christopher Hogwood - Joaquín Rodrigo - Julian Lloyd Webber - Neville Marriner - Simon Rattle |
| 1984 | Kiri Te Kanawa                                                | - Giacomo Puccini - Michael Tippett - Simon Rattle - Trevor Pinnock |
| 1985 | Christopher Hogwood – The Four Seasons (Vivaldi)              | - Bryden Thomson – Symphony No. 4 (Arnold Bax) - Carlo Maria Giulini – Il trovatore (Verdi) - Colin Davis – The Magic Flute (Mozart) - Colin Davis – The Turn of the Screw (Benjamin Britten) |
| 1986 | Nigel Kennedy – Violin Concerto (Elgar)                       | - Georg Solti – Messiah (Handel) - John Rutter – Requiem (Fauré) - Julian Lloyd Webber – Cello Concerto No. 1 (Haydn) - Trevor Pinnock – Canon & Gigue (Pachelbel) |
| 1987 | Julian Lloyd Webber – Elgar Cello Concerto                    | - André Previn - Luciano Pavarotti - Mariss Jansons - Nigel Kennedy |
| 1988 | Vernon Handley – Symphony No. 5 (Ralph Vaughan Williams)      | - Andrew Davis – The Mask of Time (Michael Tippett) - Bryden Thomson – Piano Concertos 1 & 2 (Hummel) - Roger Norrington – Symphony No. 2 & 8 (Beethoven) - Simon Rattle – Symphony No. 2 (Mahler)                                                                                                 |
| 1989 | Trevor Pinnock – Messiah (Handel)                             | - André Previn – Violin & Viola Concertos (Walton) - Jeffrey Tate – Opera Arias (Mozart) - Philip Brunelle – Paul Bunyan (Britten) - Simon Rattle – Symphony No. 2 (Mahler) |
| 1990 | Simon Rattle – Porgy and Bess (George Gershwin)               | - Jeffrey Tate – Piano Concertos (Mozart) - John Eliot Gardiner – St Matthew Passion (Bach) - Nigel Kennedy – The Four Seasons (Vivaldi) - Riccardo Chailly – Façade/Renard (William Walton/Igor Stravinsky)                                                                                       |
| 1991 | Zubin Mehta – Carreras Domingo Pavarotti in Concert (various) | - John Eliot Gardiner – Vespro della Beata Vergine (Claudio Monteverdi) - Kent Nagano – The Love of Three Oranges (Sergei Prokofiev) - Matthew Best – Serenade to Music/Five Mystical Songs/Fantasia on Christmas Carols (Vaughan Williams) - Oliver Knussen – The Prince of the Pagodas (Britten) |
| 1992 | Georg Solti – Otello (Verdi)                                  | - Jane Glover – Violin Concerto (Richard Strauss)/Violin Concerto (Christopher Headington) - John Eliot Gardiner – Missa Solemnis (Beethoven) - Leonard Bernstein – Candide - Osmo Vänskä – Violin Concerto (Jean Sibelius)                                                                        |
| 1993 | Nigel Kennedy – Violin Concerto (Beethoven)                   | - Cecilia Bartoli – Heroines (Puccini) - Henryk Górecki – Symphony No. 3 - John Tavener – The Protecting Veil - Nikolaus Harnoncourt – Symphony No. 9 (Beethoven) |

## Statistik

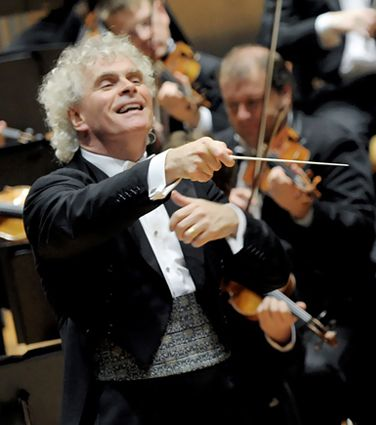
Simon Rattle gewann den Preis bei sechs Nominierungen zweimal

| Nominierungen | Künstler            |
| ------------- | ------------------- |
| 6             | Simon Rattle        |
| 4             | Nigel Kennedy       |
| 3             | John Eliot Gardiner |
| 3             | Julian Lloyd Webber |
| 3             | Trevor Pinnock      |
| 2             | André Previn        |
| 2             | Bryden Thomson      |
| 2             | Christopher Hogwood |
| 2             | Colin Davis         |
| 2             | Georg Solti         |
| 2             | Jeffrey Tate        |
| 2             | Vernon Handley      |

| Awards | Künstler      |
| ------ | ------------- |
| 2      | Nigel Kennedy |
| 2      | Simon Rattle  |